# 「知」の欺瞞
『「知」の欺瞞――ポストモダン思想における科学の濫用』（ちのぎまん ポストモダンしそうにおけるかがくのらんよう、英: Fashionable Nonsense: Postmodern Intellectuals' Abuse of Science, 仏: Impostures Intellectuelles）は、物理学者のアラン・ソーカルとジャン・ブリクモンの著書。ソーカルはいわゆるソーカル事件で知られている。学術誌のソーシャル・テクストに意図的に無意味な論文を投稿し、そしてそれが実際に掲載されてしまったのである。
この本がフランス語で出版されたのは1997年である（英語版はその翌年の1998年）。英語圏での議論へ周到にそなえ、英語版は書き改められている。本書はサイエンス・ウォーズと呼ばれる論争の一部であり、ポストモダンの著作において科学や数学の概念が誤用されていると考えたソーカルとブリクモンは、学問の世界におけるポストモダニズムをおおいに批判している。二人の批判は、自分でも理解していないことを書いているポストモダニストの告発であった。科学者コミュニティからの反応はおおむね好意的であった。人文学者による本書への反応は「二分」されたともいわれている。

## 要約
『「知」の欺瞞』は、隣接する２つのテーマを分析している。
- 非常に影響力をもった哲学者や知識人には、科学的概念の不完全かつ欺瞞的な使い方をしている者がいないか
- 認識的相対主義の問題、つまり「現代科学は『神話』や『物語』、『社会的構築物』以上の何かではない」（科学社会学におけるストロング・プログラム（英語版）にみられるような）という立場について

### 科学的概念の不正確な用法か科学的メタファーか
本書の目的は、「哲学、人文科学、あるいは、社会科学一般」を攻撃しようとしているのではなく、「〔それとは正反対で〕明らかにインチキだとわかる物について、この分野に携わる人々（特に学生諸君）に警告を発」することだとソーカルたちは書いている。特に「脱構築」概念について書いている本や思想家にあてはまる。そこでは深遠かつ難解な思考が繰り広げられているために理解が困難だとされているからである。「テクストが理解不能に見えるのは、他でもない、中身がないという見事な理由のためだ」。
この本には、ジャック・ラカン、ジュリア・クリステヴァ、ポール・ヴィリリオ、ジル・ドゥルーズ、フェリックス・ガタリ、リュス・イリラガイ、ブルーノ・ラトゥール、ジャン・ボードリヤールなどの著作から長文の引用が行われている。彼（女）らは、出版物の量だけでなく招待講演、被引用回数からいっても、大陸哲学、批評理論、精神分析、社会科学といった学問における中心人物であった。ソーカルとブリクモンは、上記の知識人がいかに物理学や数学の概念を不正確に使用しているかを示そうとする。文脈から切り取られているという批判を避けるために、あえて長文で引用が行われている。
ソーカルたちは、ポストモダニストの思想一般を論じるつもりはないと語る。そうではなく、数学と物理という著者二人が研究や教育のためその生涯をささげてきた学問の科学的概念が濫用されていることを知ってほしいのだという。
ソーカルとブリクモンは、その濫用を次のように定義する。
- 科学（あるいは疑似科学）的な用語を、それがまさに何を意味しているのか気にすることなく使用すること
- 自然科学の概念を、最低限の正当化を経ることなく、またそれを用いる理由も提示しないまま、人文科学に持ち込むこと
- 無関係な文章に恥ずかしげもなく専門用語をちりばめて、博識に見せかけること。おそらく、専門家ではない読者を感心させるだけでなく威圧しようとしている
- 深遠にみえて実際には無意味な言葉や文章を綴ること
- 著者の能力をはるかに超えた話題についても自信を持ち、その言説に浅薄な厳密さを加えたいがために、科学について払われている敬意を利用すること

本書では、上記の著者たちにそれぞれ章が割かれ、「神秘的にみせたり、わざとあいまいな言葉遣いをしているもの、乱雑な議論、科学概念の誤用」 と呼ばれる、知識人たちの営為からその「氷山の一角」が描かれる。例えば、リュス・イリラガイはE = mc2 が「われわれがそれなしでは生きていけない他のさまざまな速度をさしおいて特権化する」ゆえに、それが「性化された方程式」であると書いた文章が引用され、批判されている（イリラガイについては「流体力学は不当になおざりにされている、なぜなら流体が女性的であるのに対して、固体は男性的であるからだ」という主張についても批判がされている）。同様に、トポロジーと神経症のあいだにアナロジーを見出すラカンも、ソーカルとブリクモンの見解では何の根拠もなく数学の用語を用いており、「単に間違っているという代物ではない。意味不明なのだ」。

### ポストモダニストによる科学の理解
ソーカルとブリクモンは、二人が認識的相対主義と呼ぶ、客観的な真実は存在せず、ただ個々人の信念があるのみだという思想がはびこっていることを強調してやまない。二人によれば、「ポストモダニスト」と呼ばれる人々や科学の社会学におるストロングプログラムの立場をとる人など、多くの人々がこの相対主義を支持しているが、非論理的で地に足がついておらず、危険な考え方である。本書の狙いは、「左派全体を批判することではなく、流行りにのるその一部から左派それ自体を守ること」である。英語版の序文ではマイケル・アルバートの言葉が引用されている。「不正と抑圧への敵意つまり左派と、科学と合理性への敵意つまりナンセンスとを混同することに、正しさや賢さや人間性や戦略性などない」。

## 受容
ニューヨーク・レビュー・オブ・ブックス編集部のバーバラ・エプスタインによれば、彼女自身はソーカルの悪戯を歓迎したが、人文科学の内部での本書への反応は極端に分かれた。喜ぶ者もいれば、怒りを露わにする者もいた。読書会を開催すると、熱烈な支持者もいれば、同じくらい熱烈にソーカルを批判する者もあらわれ、まさに二分されたという。

### 評価
哲学者のトマス・ネーゲルは、本書を評価した。曰くこの本は「フランスの知識人のネームバリューに頼った、意味不明な科学に関する言辞の膨大な引用で出来ており、なぜそれが無意味なのかについて薄気味悪いほど粘り強く説明してくれる」。さらに、「とりとめない饒舌さをとにかくよしとする、パリ的な風土についての重要な一冊になっているように思われる」と歓迎している。
同じような好意でもって迎えた科学者の一人が、例えばリチャード・ドーキンスである。彼はこの本を取り上げて、ラカンの議論について以下のように評価している。

ソーカルとブリクモンのような数学的な専門知識を持たない者にも、この手の著者が偽物であることを教えてくれる。おそらく彼は非科学的なテーマについて語るときは天才になるのだろう。しかし、勃起性の器官が{\displaystyle \scriptstyle {\sqrt {-1}}}と等価であると語る哲学者が、私の知らない分野について何を書こうと、その信用は消し飛んでしまったというのが私の考えだ。

ノーム・チョムスキーもとても重要な本と評価しており、「いわゆる左派にかまびすしい〔科学に対する〕批判は純粋にナンセンスだと思われる」と述べている。

### 批判
ポストモダンの哲学者や大陸哲学に連なる学者はこの本を批判している。ブルース・フィンクは『「エクリ」を読む』のなかで本書を評して、「真面目な文章」に「明解な意味を伝える」以上のものを求めないソーカルとブリクモンを批判している。フィンクによれば、ソーカルとブリクモンが恣意的だったり無意味であると考えた概念は歴史をたどれば言語学にそのルーツを持っており、ラカンも数学的な概念を明らかにメタファーの一種として使っていて、数学的な裏付けがあると主張しているわけではない。ソーカルとブリクモンがラカンの選択した著述スタイルと相性が合わなかったことをもって、その思想に対する攻撃にまで話を大きくしたことをフィンクは批判しており、また彼の意見では二人はただ理解できなかっただけである。フィンクによれば「真摯なる〔ラカンの〕セミネールの読者が、図書館か書店に行くかして、自分の思いついた暗喩のごく一部でも理解しようと一生懸命勉強する姿をラカンは容易に思い浮かべることができたのである」。同様に、ロンドン・レビュー・オブ・ブックスのジョン・スターロックはソーカルとブリクモンの「言語学的な還元主義」を批判し、二人が目をつけた相手の分野や使用する言語を誤解していると述べている。

#### ラカンと複素数
アルカーディ・プロトニツキー（ソーカルのパロディー論文でも言及されたカルチュアル・スタディーズの研究者）も本書を論難している。プロトニツキーは「問題になっている数学に関する文章についての主張の一部、とくに複素数に関する記述は不正確だ」と語っており、なかでも「虚数と無理数には何の関係もない」という記述を批判している。彼はラカンの「合理的な数(rational numbers)というアイデアの延長としての虚数」という観点を擁護している。いわく「一般的な概念としてみれば、どちらも古代の数学や哲学に起源をもつが…現代における代数学における概念としても同じことがいえる」。前者については、実数から複素数への拡張は有理数から実数への拡張に酷似しているという事実に言及し、プロトニツキーはライプニッツの言葉を引用している。いわく「無理数から不可能あるいは空虚な数が生まれた。その性質は非常に不思議であるが、その有用性については論を俟たない」。
プロトニツキーも、「マイナス１の平方根」に関するラカンの議論についてはソーカルとブリクモンに同意している（そのためにプロトニツキーは{\displaystyle \scriptstyle (L){\sqrt {-1}}}という記号を導入している）。ラカンのいうマイナス１の平方根は、名前こそ同じだが、「数学的なマイナス１の平方根とは同じものでもなく、直接の関係もなく、メタファーですら」ない。まして数学的なマイナス１の平方根は「勃起性の器官ではない」。
しかし、代数学的な意味においてプロトニツキーは「すべての虚数および複素数は、定義上は無理数である」と述べているが、数学者たちは複素数を無理数とはみなさないソーカルとブリクモンの側に立っている。実際、有理数という概念は、ガウス整数とガウス有理数においては複素数の領域に拡張される。

#### その他の批判
ソーカルとブリクモンが科学的用語の定義の正しさを語ることの権利について疑問を呈したフィンクとプロトニツキーに対して、文化理論研究者で文芸批評家のアンドリュー・ミルナーとジェフ・ブロウィッツはその権利を否定せず、ラカンやイリラガイのような書き手によって「鍵となる用語や概念の不適切な使用が行われているとみなすことができるだけの専門的訓練を二人が受けていることを認めている」。一方で、ミルナーたちはリュス・イリラガイによる E = mc2 が「男性的」な方程式であるという主張はそれでも正しい可能性があると指摘する。なぜなら「ある命題の社会における系譜は、その真偽とは論理的に無関係に」たどることができるからである。言い換えると、ジェンダーという要素は今後発見されうる無数の科学的真理のいずれかに影響を与えるのである。ミルナーたちは、イリラガイを批判するソーカルとブリクモンが時に科学における自分たちの専門領域を飛び越えて、単にジェンダーの政治学において異なる立場にあることを表明しているだけである可能性を示唆している。
ル・モンド紙に最初に掲載されたジャック・デリダの「ソーカルとブリクモンは真面目じゃない」において、デリダはソーカルのパロディー論文はむしろ「悲しむべき」であると述べている。なぜならアラン・ソーカルという名前はいまや科学ではなくこの種のジョークを連想させるものになっただけでなく、この問題はもっと社会的に開かれた場で取り上げるべきであったのに、ソーカル事件のせいで真面目に語られるチャンスが台無しになってしまったからである。認識論において科学と哲学はその類似点と相違点が長年にわたって議論されてきたこと、そのなかで哲学者や科学者の国籍、国民性が問題になることなどなかったことをデリダは読者に思い出させようとする。また、科学者によって取り扱いに差があることは馬鹿げているし、おかしいとデリダはいう。とりわけ、彼が実際にアメリカのマスコミの取材ターゲットになっていたときは「扱われ方に悪い思いをしたことはほとんどなかった」。彼はさらに、本書が出版される30年も前の会議の中で即席でした返事のいくつかを拾い上げて攻撃することの妥当性に疑問を呈し、そうした発言を攻撃することの難しさを指摘する科学者はいくらでもいるとデリダはいう。また彼によれば、自身の著作には「相対主義」など存在せず、理性と啓蒙も批判していない。デリダは、将来的にこの本がもっと真面目に読まれるようになり、そのときは扱われている問題にふさわしい品位がその読み方にそなわっていてほしいという希望を述べている。